# シークエント・コンピュータ
シークエント・コンピュータ（Sequent Computer Systems、またはSequent（シークエント））は、1983年から1999年まで存在したアメリカ合衆国のコンピュータ企業である。対称型マルチプロセッサ (SMP)製品および技術の先駆者で、1999年にIBMに買収・合併された。

## 概要
シークエント・コンピュータはマルチプロセッサコンピュータシステムを設計製造したコンピュータ企業である。対称型マルチプロセッサ (SMP)、オープンシステムの先駆者としてハードウェア（例えばキャッシュ管理や割り込み制御）とソフトウェア（例えばリード・コピー・アップデート）両面で数々の発明をした。
オラクルとの緊密なパートナーシップによりハードウェア/ソフトウェア両面で最適化を施し、シークエントは1980年代後半から1990年代前半にかけてハイエンドUNIXプラットフォーム市場で優位に立った。その後、いくつか経営上の失敗を経て、シークエント社はそのルーツに戻り、NUMAアーキテクチャNUMA-Qを基にしたUNIXとWindows NTのための新世代ハイエンドプラットフォームを作った。
1990年代後半にはハードウェアの価格低下により、シークエントがターゲットとしていたハイエンド市場が縮小し、1999年7月にIBMに約81億ドルで買収された。IBMはシークエントのNUMA-Q1000および同2000の販売開始と、シークエントのNUMA技術をIBMのサーバー製品に組み込む予定と発表した。なおシークエントの数々の発明の名残は、PolyServeのデータクラスタリングソフトウェアやOSDLの数々のプロジェクトやIBMのLinuxへの貢献、SCOとIBMの訴訟などにも見られる。

## 歴史
シークエントは1983年、インテルを辞めた18人の技術者と（ギブソンを含む）経営者のグループによって結成された。iAPX 432プロジェクトが中止されたのが原因である。シークエントは将来のコンピュータデザインとなることを想定してSMPコンピュータの開発を始めた。AT&Tのベル研究所からもシステムプログラミングの経験のある何人かの技術者が合流した。

### Balance
シークエントの最初のコンピュータシステムは1984年にリリースされたBalance 8000とBalance 21000である。Balanceは最大20個のナショナル セミコンダクター製NS32016マイクロプロセッサを搭載し、それぞれが小さなキャッシュを介して共通メモリにアクセスする共有メモリシステムを構成した。そのシステム上でBSD UNIXを改造したDynix (DYNamic unIX) が動作した。このマシンはDECのVAX 11/780に対抗できることを目標に設計された。各プロセッサは割り当てられたひとつのプロセスを実行する。また、システムには同時に複数のプロセッサを使ったアプリケーションを開発するためのライブラリが含まれていた。BalanceはOEM向けに販売することを想定していたが、そのような市場を開拓することはできなかった。市場が彼らのマシンの信頼性と低コストに気づいたころ、シークエントはマーケティング戦略を転換した。Balanceシリーズは約3年間にわたって、銀行、政府、大企業、並列コンピューティングに興味のある大学に売れた。

### Symmetry
次のシリーズは1987年にリリースされたi386ベースのSymmetryシリーズである。様々なモデルにより最大30個のプロセッサまでの規模で新しいコピーバック・キャッシュを使い、64ビットバスを使っていた。1991年のSymmetry 2000ではSCSIディスクドライブを導入し、6個までのi486プロセッサを搭載した。翌年、彼らはVMEバスベースでさらに高速なCPUを使ったSymmetry 2000/x50シリーズを追加した。
1980年代終盤から1990年代初頭にかけてシークエントはソフトウェアの面で変化を迎えた。DYNIXはDYNIX/ptxで置き換えられた。これはAT&TベースのUNIXである。また、同時期にシークエントはハイエンド市場で成功を勝ち取った。これはオラクルと連携したことによる。1993年リリースしたSymmetry 2000/x90ではptx/Clusterソフトウェアが動作した。これは高信頼性機能を持ち、Oracle Parallel Server向けにチューニングしたものだった。
1994年シークエントはSymmetry 5000シリーズ（モデル名はSE20、SE60、SE90）を投入した。66MHzのPentiumプロセッサを2 - 30個搭載していた。翌年、さらにSE30/70/100というモデル（100MHz Pentium使用）を投入、1996年にはSE40/80/120（120MHz Pentium使用）を投入した。さらにVGAカードを追加して、Winserver NTソフトウェアを追加し、5000シリーズでWindows NTを動作できるようにした。

### NUMA
SMP市場には参入が相次ぎ、競争が激化してきたため、シークエント社では次の差別化のポイントを探していた。シークエントはインテルに技術をライセンス供与してSMPの日常化（陳腐化）を図るとともに、ccNUMA（キャッシュコヒーレントNUMA）ベースのシステムの開発に着手した。NUMAは分割されたプロセッサグループ毎にメモリを配置し、メモリアクセスの衝突によるボトルネックを解消するものである。各タスクがアクセスするメモリが局所的である限りにおいて、NUMAによってSMPシステムを越えたマルチプロセッサマシンが可能となる。例えば、サーバならば、各ユーザはそれぞれ別のファイルを操作することが期待される。
1996年、彼らはこの新しいアーキテクチャに基づいたマシンの最初のシリーズをリリースした。これがNUMA-Qと呼ばれ、IBMに買収される前の最後のシステムとなった。
1998年10月 シークエントはIBMとSCOと共にProject Montereyを開始した。その目的はIA-32、IA-64、POWER、PowerPCといったプラットフォーム上でNUMA機能を備えたUNIXの標準化であった。しかし、IBMとSCOがLinux市場に方向転換したためプロジェクトは消滅した。また、このプロジェクトは後にSCOとIBMの訴訟問題のベースとなった。

### IBMによる買収と消滅
1999年7月 シークエントとIBMは合併協定の締結を発表し、合併後のIBMによるNUMA-Q販売とNUMA技術のIBMサーバーへの取り込みを表明した 。同年9月にはIBMによるシークエント買収が完了した。2000年5月にはIBMは自社ブランドで「IBM NUMA-Q 2000」を発表し、更に2000年11月にはNUMA-Qの上でメインフレームのOS/390環境を実現するミドルウェアを発表した。そして2001年にはIBMはNUMA技術を採用したUNIXサーバーの最上位モデル IBM pSeries 690 （通称Regatta、POWER-4搭載、最大32-WAYの大規模SMPサーバー）を発表した。なお2002年 NUMA-Q 2000 の後継である xSeries 440 （x440、Xeon搭載、最大16-WAYの大規模SMPサーバー）を発表したが、オペレーティングシステムとしてDynixはサポートされなかった。
2002年、サン・マイクロシステムズはIBMがNUMAベースのx430システムについて沈黙していることに対して公開質問を行った。IBMはx430のリリース計画は破棄されたことと、シークエントとIBMがそれまでに販売した10,000以上のシステムのサポートを結局やめることを発表した。2002年、NUMA-Qとシークエントは（独立した製品系列やチームとしては）完全に消滅する。IBMがシークエントの本拠地であったオレゴン州ビーバートンで2回にわたってレイオフを実施したのである。2002年3月30日の『ウォールストリート・ジャーナル』 (WSJ) の記事「IBMがシークエントで得た教訓」によると、
IBMがシークエントを買収したとき、…それ（シークエント）は規模とリソースが足りないためにUNIXサーバ市場でサン・マイクロシステムズやヒューレット・パッカードと対抗できなくなっていた…
1999年、IBMは歴史を経た高コストのサーバ事業に問題をかかえていた。特にAIXという名で知られるUNIXバージョンのサーバである。また、パーソナルコンピュータ市場でも損失に悩まされていたし、下り坂のメインフレーム市場も悩みの種だった。IBMサーバグループのトップであったロバート・スティーブンソンはシークエントを得てUNIXのハイエンドサーバを強化することがシェアを伸ばしているサンと対抗する方法と考えた。
IBMがシークエントを買収後、間もなくスティーブンソンは退職し、サーバグループを統括する役目はサミュエル・J・パルミサーノに回ってきた。WSJの記事によるとパルミサーノはIBMの多岐にわたるサーバ戦略を単純化したいと考えていた。また、シークエント創業当時の経営者の一人スコット・ギブソンはWSJに対して買収は最初から失敗だったと語り「買収を指揮した人間が退職してしまったからだ」と述べた。
このIBMによる買収劇の別の見方として、IBM は決して中長期の計画に基づいてシークエントを買収したのではなく、サンがシークエントを買収することを防ぐ目的があったというものである。サンはクレイから Enterprise 10000 サーバの技術を導入して IBM のサーバ市場シェアに打撃を与えていた。IBM はこれが繰り返されるのを防ぎたかったのではないかとされている。シークエントは IBM にとって見れば何ら利益をもたらさなかったが、サンが買収した場合の損害を防いだと考えられる。さらに別の見方としては、買収の当初の構想はどうあれ、従来は「大規模SMPはリニアに性能が出ない」としてRS/6000-SPなど超並列マシンを推進していたIBMが、結果的には上述のようにNUMA技術を自社のサーバ系列（xSeries、pSeries）に取り込むことで、以後の大規模SMPサーバーのエリアを確保したとも考えられる。

## 主な開発機種の詳細
以下は、初期の2世代のSymmetry製品（1987年 - 1990年）の詳細である。

### Symmetry 80836ベースのプラットフォーム
- Symmetry S3 : S3は一般的なPC用部品を使ったローエンドプラットフォーム。OSは DYNIX 3、CPU は i386×1 (33MHz)、最大メモリ容量は 40Mバイト、ハードディスク容量は 1.8Gバイト（SCSIディスク）、入出力として32本のRS-232Cポートを備える。
- Symmetry S16 : S16はエントリレベルのマルチプロセッサモデル。OSは Dynix/ptx、CPU は i386×6 (20MHz)、各CPUに128Kバイトキャッシュを装備し、最大メモリ容量は 80Mバイト、ハードディスク容量は 2.5Gバイト（SCSIディスク）、入出力として80本のRS-232Cポートを備える。
- Symmetry S27 : OSは Dynix/ptx または DYNIX 3、CPUは i386×10(20MHz)、各CPUに128Kバイトキャッシュを装備し、最大メモリ容量は 128Mバイト、ハードディスク容量は 12.5Gバイト、入出力として144本のRS-232Cポートを備える。
- Symmetry S81 : OSは Dynix/ptx または DYNIX 3、CPUは i386×30(20MHz)、各CPUに128Kバイトキャッシュを装備し、最大メモリ容量は 384Mバイト、ハードディスク容量は 84.8Gバイト、入出力として256本のRS-232Cポートを備える。

### Symmetry 2000 プラットフォーム
- Symmetry 2000/40：S2000/40は一般的なPC用部品を使ったローエンドプラットフォーム。OSは Dynix/ptx、CPUは i486×1 (33MHz)、最大メモリ容量は 64Mバイト、ハードディスク容量は 2.4Gバイト（SCSIディスク）、入出力として 32本のRS-232Cポートを備える。
- Symmetry 2000/200：S2000/200はエントリレベルのマルチプロセッサモデル。OSは Dynix/ptx、CPUは i486×6 (25MHz)、各CPUに512Kバイトキャッシュを装備し、最大メモリ容量は 128Mバイト、ハードディスク容量は 2.5Gバイト(SCSIディスク)、入出力として80本のRS-232Cポートを備える。
- Symmetry 2000/400 : OSは Dynix/ptx、CPUは i486×10 (25MHz)、各CPUに512Kバイトキャッシュを装備し、最大メモリ容量は 128Mバイト、ハードディスク容量は 14.0Gバイト、入出力として144本のRS-232Cポートを備える。
- Symmetry 2000/700 : OSは Dynix/ptx、CPUは i486×30 (25MHz)、各CPUに512Kバイトキャッシュを装備し、最大メモリ容量は 384Mバイト、ハードディスク容量は 85.4Gバイト、入出力として256本のRS-232Cポートを備える。